# 国际麻醉品管制局
国际麻醉品管制局是一个监控执行联合国药品公约的准司法监控机构。它在监视实行对麻醉药品和精神药品的限制以及决定哪些前体需要进行控制方面拥有重要作用。

## 历史
从國際聯盟的时候开始国际麻醉品管制局的前身就已经成立了。1909年国际鸦片委员会在上海开会，这是第一次国际药品控制会议。1925年按照《国际鸦片公约》的规定常设中央鸦片委员会成立。这个委员会从1929年开始工作。国际联盟解散后，根据《1946年莱克瑟丝湖协议》一个管理评价系统的监控机构成立。1961年根据《麻醉品单一公约》这两个机构合并。根据单一公约设立的管制局很强烈地受到1946年协议的影响。

## 责任
单一公约第九条规定管制局的责任为：
- 限制药品的生产和制造，限制其产量仅被用来满足医药和科学研究的需要；
- 保证对医药和科学研究需求的满足；
- 防止药品的非法生产和制造以及使用和传播。

因此单一公约允许在医学和科学研究中使用精神和麻醉药品，但是禁止其它使用。公约第12条规定管制局有权定义生产、制造、出口、进口、分配和销售各方的数量来防止药品被偷窃，非法传播。管制局也规定各国，包括没有加入单一公约的国家，的生产和销售数量。
《精神药物公约》规定管制局要每年对其工作做报告。
《联合国禁止非法贩运麻醉药品和精神药物公约》规定管制局每年要向联合国麻醉品委员会报告对公约第一和第二表中列出的化学药剂的限制。这两个表格中列出的是可以用来生产非法药品的前体。假如一个前体还没有受到限制，但是满足以下条件的话，管制局要向麻醉品委员会提出：
- 该药剂经常被用来非法生产麻醉或精神药品
- 该麻醉或精神药品的产量足以造成卫生和社会问题，因此需要国际行动。

公约规定假如委员会认为一个药品需要加入表格、从表格里消除或者更改表格的话它必须通知联合国秘书长。秘书长会把这个建议提交给各国各方以及麻醉品管制局让他们做出决定。麻醉品管制局要综合各方的意见和评论以及委员会的建议，在做决定时应该以科学事实出发，并结合其它必要因素决定。

## 权限
单一公约第14条、精神药物公约第19条和联合国禁止非法贩运麻醉药品和精神药物公约第22条授予管制局调查任何国家或地区违反公约规定的失误，包括没有参加公约的国家。管制局可以向政府提出质问、可以建议在该国领土上进行调查以及呼吁政府实行补救措施。
假如管制局认为该政府的回答不令人满意或者该政府未执行它提出的补救措施管制局可以呼吁国际各方、联合国以及联合国麻醉品管制局采取措施。管制局也可以发表各方通讯的报告。根据单一公约第21条在一定情况下它也可以降低某国的出口额作为惩罚。管制局甚至可以建议各方停止从该国或地区进出口某些精神药物，这个禁销可以是有期限的，也可以一直维持到管制局对该国或地区的情况表示满意为止。这是一个非常严厉的措施，管制局只有在非常严重的情况下才能够采取这个措施。管制局需要三分之二赞同才能采取这个措施。
因为管制局本身每年只聚会不到数星期，它必须依靠其秘书处来维持与政府的对话。

## 成员
单一公约第九条规定管制局由13名联合国经济及社会理事会选出的成员组成，其中包括：
- 世界卫生组织推举至少五名有医学、药学或者药理学的专家，经济及社会理事会从中选举三人
- 联合国和国际各方推选人选，从中选出十人。

经济及社会理事会在挑选成员时要保证委员会的独立性。公约第十条规定成员的任期为五年，可以被重选。成员任期的长度和他们作为个人，而不是作为国家被选，均是减轻委员会成员受到政治压力的措施。

## 争议
管制局经常引起国际社会对药物控制动向的注意，比如在2002年的报告中它提到了英国在考虑放松对大麻的控制。
2003年前联合国毒品和犯罪办公室主任职责委员会越职。
管制局支持美国最高法院2008年6月6日的判决，即使作为医药使用种植大麻应该被禁止。
国际安全和发展理事会在2006年3月批评国际麻醉品管制局不严谨地估计全球性医学的需要。
国际麻醉品管制局于1989年和1995年分别就医学对麻醉品的需求问题发表了特别报告，并多次呼吁全球性行动来改善这个问题。
在其最近的报告中管制局提醒全球有上百万人蒙受急性或慢性疼痛，它呼吁政府支持世界卫生组织的新项目，提高解决这个问题的药品的使用。